# Distretto di Šarbaqty
Il distretto di Šarbaqty (in kazako: Шарбақты  ауданы) è un distretto (audan) del Kazakistan con  capoluogo Šarbaqty.